# Ga Gunpo
Ga Gunpo (Tiếng Hàn: 군포역, Hanja: 軍浦驛) là ga trên Tàu điện ngầm Seoul tuyến 1. Nó phục vụ cho thành phố Gunpo ở Gyeonggi-do, Hàn Quốc.

## Bố trí ga
| ↑ Geumjeong        |
| \| １２ \| ３４ \| |
| Dangjeong ↓        |

| 1 | ● Tuyến 1 | Địa phương | ← Hướng đi Guro · Yongsan · Đại hoc Kwangwoon             |
| 2 | ● Tuyến 1 | Tốc hành B | ← Hướng đi Yeongdeungpo · Seoul                           |
| 3 | ● Tuyến 1 | Tốc hành B | → Hướng đi Pyeongtaek · Cheonan →                         |
| 4 | ● Tuyến 1 | Địa phương | → Hướng đi Seodongtan · Pyeongtaek · Cheonan · Sinchang → |